# Canon de 340 mm modèle 1881
Le canon de 340 mm modèle 1881 désigne un canon naval construit à la fin du XIXe siècle pour la Marine française. Il équipe principalement les cuirassés de la classe Marceau, ainsi que le Hoche. Durant la Première Guerre mondiale, plusieurs d'entre eux sont démontés de ces derniers navires et utilisés comme artillerie lourde sur voie ferrée.

## Caractéristiques

### Modèle 1881
Le canon de 340 mm modèle 1881 est long de 9,698 m et pèse 52 700 kg au total. D'un diamètre intérieur (ou calibre) de 340 mm, son diamètre extérieur n'excède pas les 1 290 mm. La vitesse à la bouche est de 555 mètres par seconde, le projectile gardant une vitesse de 441 mètres par seconde après avoir parcouru 2 000 mètres.

### Modèle 1884
En 1884 des modifications sont apportées à la chambre, son volume passant de 171,210 à 187,988 dm3 et sa longueur de 1 743,45 à 1 906 mm, suffisamment pour modifier améliorer la vitesse à la bouche, celle-ci passant de 555 à 640 mètres par seconde. De même longueur que le 1881, ce modèle 1884 pèse ainsi 53 900 kg.

## Utilisation
Le canon de 340 mm modèle 1881 et son amélioration le modèle 1884 sont montés ensemble sur le cuirassé Hoche et sur les trois cuirassés de la classe Marceau. Un panachage des deux versions est à chaque fois installé sur les navires : le Hoche et le Marceau reçoivent deux canons de chaque, le Magenta reçoit 4 modèle 1881 et le Neptune 4 modèle 1884,.
Durant la Première Guerre mondiale, huit canons des Hoche, Magenta et Marceau sont placés sur affûts ferroviaires pour servir d'artillerie lourde sur voie ferrée.